# Le Voyage à Alger
Pour plus de détails, voir Fiche technique et Distribution.
Le Voyage à Alger est un film franco-algérien réalisé par Abdelkrim Bahloul et sorti en 2011.

## Fiche technique
- Titre : Le Voyage à Alger
- Réalisateur : Abdelkrim Bahloul
- Scénario : Abdelkrim Bahloul
- Photographie : Allel Yahiaoui et Tomasz Cichawa
- Montage : Jean-Luc Shleigel
- Production : Les Films de la source (Algérie) - Les Films en hiver (France) - ENTV (Algérie)
- Pays de production :  France -  Algérie
- Durée : 97 minutes
- Date de sortie : France : 5 novembre 2011[1]

## Distribution
- Sami Ahedda
- Samia Meziane
- Laurent Roth
- Krimo Bouguetof
- Benyamina Bahloul
- Ghazeli Khedda

## Distinctions
- Tanit d'or du public aux Journées cinématographiques de Carthage 2010[2]
- Meilleur scénario au FESPACO 2011[3]
- Meilleure actrice (Samia Meziane) au FESPACO 2011